# Circul de Stat din București
Circul de Stat este o clădire din București, Sector 2, sediul Circului Globus, construită în 1960–1961 după planurile arhitecților Nicolae Porumbescu, Nicolae Pruncu, Constantin Rulea. Clădirea este rezultatul conceptului de culturalizare a cartierelor muncitorești și de creare a unor spații recreative, adoptat de regimul socialist din România. Circul de stat a fost declarat monument istoric, cu codul  B-II-m-A-20964, în anul 2010.

## Descriere
Circul de Stat este un ansamblu format din sala de spectacole și câteva corpuri anexe ce aparțin de acesta. Sala de spectacole este construită în așa fel încât să domine întregul ansamblu din punct de vedere al amplasării în plan și al formei. Amfiteatrul este acoperit cu o cupolă din beton armat, sub forma unei pânze ondulate, imprimând construcției o linie unitară și ușoară. Cupola se sprijină pe niște stâlpi zvelți, între acești stâlpi fiind amplasați pereți din sticlă care închid foaierul inelar al construcției, oferind o transparență întregii construcții.

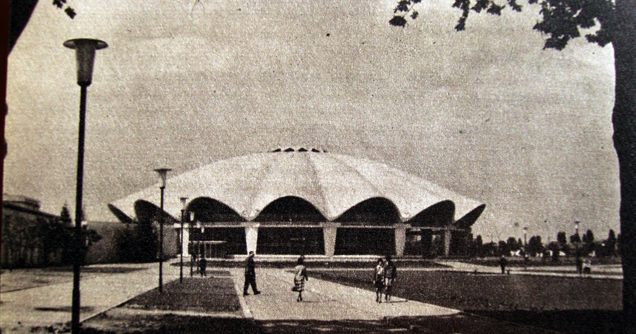
Circul de Stat

Comunicarea cu corpurile anexe, sala de repetiții si cabinele artiștilor se realizează prin intermediul unor travee, arhitectural fiind niște volume largi cu forme neregulate, marginea superioară a acestora fiind situată sub punctul de origine a bolții.
Deasupra intrării artiștilor în arenă este amplasată o platformă pe care este așezată orchestra. Pe cupola amplasată deasupra scenei circulare sunt amplasate diferite instalații folosite de artiștii „zburători”.
Sala de spectacole are o formă concentrică și este realizată în așa fel încât toată atenția este îndreptată spre arena circulară în care evoluează artiștii. Arena are diametrul de 13 m și este prevăzută cu diverse utilaje mecanice care fac posibilă reamenajarea acesteia. Datorită angrenajelor folosite, arena permite intrarea animalelor și din subsol.
Construcția clădirii permite accesul publicului prin 8 puncte de acces, 6 superioare și 2 inferioare, toate comunicând cu garderoba și foaierul circului.